# Requiem (Mozart)
Wolfgang Amadeus Mozart Requiem című (K 626) d-moll gyászmiséjét 1791-ben komponálta, élete utolsó darabjaként. Többek szerint ez a legnagyszerűbb és legelismertebb műve, bár mások fejezték be.

## Komponálása és befejezése
A mű szoprán, alt, tenor és basszus szólistákra, valamint kórusra íródott egy kisebb klasszikus zenekar kíséretével. Mozart 1791. december 5-i halálakor csak a nyitótétel (Requiem aeternam) volt teljesen befejezve (újabban úgy tűnik, hogy a zenekari rész néhány ütemét is már valaki más írta hozzá). Az ezt követő Kyrie (egy rendkívül bonyolult dupla fúga), és a Sequentia legnagyobb része (a Dies irae-től a Confutatisig) csak a vokális részekben és a continuóban (basszus orgona) volt kész, bár néhány helyen a leglényegesebb zenekari szólamok röviden jelölve voltak, mint például a hegedűszólam a Confutatisban, és a zenei hidak a Recordaréban. A Sequentia utolsó tételének, a Lacrimosának csupán az első nyolc üteme, az Offertorium ezt követő két tétele szintén csak részben készült el – a Domine Jesu az énekelt szólamaiban, valamint a continuóban, és a Hostias csupán a vokális részekben. Az 1960-as években találtak egy vázlatot az Amen fúgára, amely a Sequentiát zárta volna le a Lacrimosa után.
Mozartot névtelenül kérték fel (a különc Walsegg von Stuppach gróf küldöttei), hogy írjon egy rekviemet, és megkapta a tiszteletdíja felét előlegként. Halála után özvegye, Constanze szorgalmazta a mű befejezését (talán hogy a fizetség másik felét is megkapja):
- Valószínűleg Franz Jakob Freystädtler volt az, aki először próbálta kiegészíteni Mozart művét. Ő a Kyrie hangszerelésén dolgozott, de más tételekhez nem nyúlt.
- Ezután Constanze Josef von Eyblert kérte meg, hogy fejezze be a munkát, aki a Dies irae tételtől egészen a Lacrimosáig dolgozott a Requiemen, amikor is úgy érezte, nem képes befejezni a munkát, és visszaadta a kéziratot Constanzénak.
- A feladatot ekkor egy másik fiatal zeneszerzőre, Franz Xaver Süßmayrre bízta, aki Eybler és Freystädtler munkáját is felhasználta a mű befejezéséhez. Süßmayr megírta a saját hangszerelését a Kyrie tételtől kezdődően, befejezte a Lacrimosát, és írt néhány új tételt, amilyenek a rekviemekben szoktak lenni: Sanctust, Benedictust, valamint Agnus Deit. Ezután hozzáadott egy utolsó részt, a Lux aeternát, amely a két, Mozart által írt nyitótétel átdolgozása. Süßmayr és Constanze szerint is ezt Mozart utasításainak megfelelően sikerült elkészítenie.

Elképzelhető, hogy más zeneszerzők is segítettek Süßmayrnek, vagy hogy Mozart által készített vázlatokat talált a Requiem kottái között. Gyanítják, hogy az ekkor már idősödő zeneszerző, Maximilian Stadler fejezte be Süßmayr Domine Jesu hangszerelését. Néhány zenetudós úgy sejti, hogy az Agnus Deit Mozart utasításai, vagy vázlatai alapján írták, mivel hasonlít Mozart egy korábbi művéhez.
Az elkészült kéziratot végül elküldték Walsegg grófnak, Mozart hamisított aláírásával, 1792-re dátumozva.
Bár vitatott, hogy a mű mekkora hányada magáé Mozarté, a zene minősége minden aggodalmat eloszlat – főleg a bevezető 7 ütem, az erőtől duzzadó Dies irae, a Confutatis tiszta erő és magasztos harmónia közötti ragyogó ellentéte, vagy a Kyrie által keltett sebesség és csodálat érzésének elegye, nem is beszélve a lélegzetelállító Lacrimosa tételről, amely egyetlen nagy ívben fokozódik sóhajtásból üvöltéssé és vissza az Amenig.

## Szerkezete és szerzői
Az 1792-es Requiem:
|                  | Introitus | Kyrie                        | Sequentia               | Sequentia               | Sequentia               | Sequentia               | Sequentia               | Sequentia               | Offertorium                 | Offertorium | Sanctus | Benedictus | Agnus Dei          | Communio          | Communio |
| Requiem aeternam | Dies irae | Kyrie                        | Tuba mirum              | Rex tremendae           | Recordare               | Confutatis              | Lacrimosa               | Domine Jesu             | Hostias                     | Lux aeterna | Sanctus | Benedictus | Agnus Dei          |                   |          |
| vokál            | Mozart    | Mozart                       | Mozart                  | Mozart                  | Mozart                  | Mozart                  | Mozart                  | Mozart, Süßmayr, Eybler | Mozart                      | Mozart      | Süßmayr | Süßmayr    | Süßmayr, (Mozart?) | Mozart, (Süßmayr) |          |
| zenekar          | Mozart    | Mozart, Freystädler, Süßmayr | Mozart, Eybler, Süßmayr | Mozart, Eybler, Süßmayr | Mozart, Eybler, Süßmayr | Mozart, Eybler, Süßmayr | Mozart, Eybler, Süßmayr | Mozart, Süßmayr, Eybler | Süßmayr, Mozart, (Stadler?) | Süßmayr     | Süßmayr | Süßmayr    | Süßmayr, (Mozart?) | Mozart, (Süßmayr) |          |

### Részletesebb felosztás
Időnként az Osanna részeket a Sanctustól, illetve a Benedictustól, valamint a Cum sanctis tuist a Lux aeternától különálló egységként kezelik, ilyenkor az alábbi szerkezetet kaphatjuk:
1. Introitus
Requiem aeternam
2. Kyrie
3. Sequentia
  1. Dies irae
  2. Tuba mirum
  3. Rex tremendae
  4. Recordare
  5. Confutatis
  6. Lacrimosa
4. Offertorium
  1. Domine Jesu
  2. Hostias
5. Sanctus
6. Osanna
7. Benedictus
8. Osanna
9. Agnus Dei
10. Communio
  1. Lux aeterna
  2. Cum sanctis tuis

## Modern változatok
A XX. század közepére számos zeneszerző lett elégedetlen a „tradicionális Süßmayr-féle kompozíció”-val, és írt alternatív változatot a Requiemre. Azóta többeknek elkészült saját variációjuk a Requiemre, például:
- Marius Flothuis (1941)
- Franz Beyer (1971/79)
- C. Richard F. Maunder (1986)
- H. C. Robbins Landon (1991)
- Duncan Druce (1992)
- Robert D. Levin (1993)

Beyer változata Süßmayr hangszerelését Mozart stílusában dolgozta át, ugyanakkor Robbins Landon Eybler félig elkészült munkáját megbízhatóbb forrásnak tartja Mozart szándékait illetően. A Maunder-féle „radikális” változat minden Süßmayr által írt részt elvet, de megtartja az Agnus Deit Mozart egy korábbi művéhez (K.220) való hasonlósága miatt. A Levin-féle verzió inkább egy szintézis a két szélsőség között, Süßmayr témáit felhasználva írja újra azokat a tételeket. Maunder és Levin is felhasználja az 1960-as években felfedezett Amen-vázlatot a Lacrimosa megfelelő lezárásához.

## Legendák a Requiem körül
Elismertsége ellenére a Requiem Mozart egyik legtitokzatosabb műve, rengeteg legenda fűződik hozzá (főleg Peter Shaffer Amadeus című színdarabjának, illetve az ebből készített filmnek köszönhetően):
- Legenda: Egy különös hírnök rendelte a Requiemet Mozart saját temetésére.
  - Valóság: Walsegg von Stuppach gróf rendelte. Valóban közvetítőn keresztül tárgyalt és titokban, úgy tűnik, hogy azért, mert sajátjaként akarta a Requiemet előadni.
- Legenda: Antonio Salieri segített Mozartnak a halálos ágyán a Requiem befejezésében.
  - Valóság: Süßmayr fejezte be, Constanze szorgalmazására. (Úgy tűnik, Salierinek nem volt köze a Requiem egyetlen részéhez sem.)
- Legenda: Mozart aktívan dolgozott Requiemjén egészen halála pillanatáig.
  - Valóság: Életének utolsó napjaiban már túl beteg volt ahhoz, hogy dolgozzon rajta. Valóban elénekelték neki a Requiemet (addig a pontig, ameddig elkészült) életének egyik utolsó napján (állítólag a Lacrimosán sírt,[1] annyira meghatódott), és talán megpróbált dobszólamokat írni életének legvégén, de az Amadeus filmbeli bemutatás, miszerint a halála előtti estén átdolgozta, nem pontos.
- Legenda: Eljátszották Mozart temetésén.
  - Valóság: Mozartot 1791. december 6-án egy, a járvány idején nyitott tömegsírba, a jozefinista takarékosság szellemben, koporsó nélkül temették. Mozart barátja, Emanuel Schikaneder szervezett megemlékezést december 10-én, amikor is az egyik befejezett tételt (az Introitust) lehet, hogy eljátszották. Valójában nem tudni, hogy milyen zenét játszottak akkor.
- Legenda: A Lacrimosa után minden zenét Süßmayr komponált.
  - Valóság: Bár a Lacrimosa nyolc ütem után félbeszakad, a vokális részek és a continuo a Domine Jesuban, valamint az énekelt szólamok a Hostiasban Mozart kezének nyomát viselik.
- Legenda: Mozart részletes leírást adott Süßmayrnak, hogyan fejezze be a Requiemet.
  - Valóság: Tisztázatlan, hogy Mozart mennyit mondott Süßmayrnek a Requiemről. Néhány zenetudós szerint, amikor Mozart abbahagyta a munkát a Requiemen, még egészséges volt, és nem sejtette, hogy közeleg a halála (és így nem lett volna oka Süßmayrnak bármit is mondania róla). Mikorra pedig már tudta, hogy a halálán van, már túl késő volt. Mások szerint Mozart és Süßmayr beszélgettek a Requiemről még a halála előtt. Valószínűleg sosem fogjuk megtudni biztosan a választ erre a kérdésre. Egy érvet néha felemlegetnek, mégpedig, hogy Süßmayr Mozart feleségének csak második (vagy harmadik) választása volt arra vonatkozóan, hogy ki fejezze be a Requiemet. (Ha Mozart részletes útmutatást adott volna Süßmayrnek, valószínűleg a lista elejére kerül.)